# Stuart Appleby

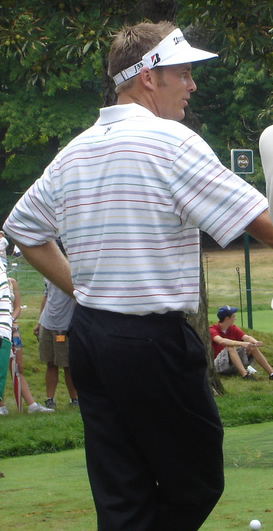
Appleby 2005.

Stuart Appleby, född 1 maj 1971 i Cohuna i Victoria i Australien, är en professionell golfspelare som spelar på PGA Touren och PGA Tour of Australasia, han har som bäst har varit rankad som världsåtta enligt den officiella världsrankingen.

## Biografi

### Tidigkarriär
Appleby startade sin proffskarriär 1992 på PGA Tour of Australasia. År 1995 vann han två gånger på Nike Tour (nu Web.com Tour), en utvecklingstour i USA. Han kom att bli den åttonde spelaren i historien att vinna sin första tävling på Nike Tour, 1995 Monterey Open. Appleby slutade på en femteplats på Nike Tours penningliga vilket gav honom spelrättigheter på PGA Tour under 1996 års säsong.

### PGA Tour
Appleby har vunnit totalt 9 gånger på PGA Tour och representerat det internationella laget i Presidents Cup fem gånger. Under Applebys andra säsong på PGA Touren, år 1997, vinner han sin första PGA Tourtävling: Honda Classic, och noterar en andra plats i Bay Hill Invitational, samt ytterligare tre top-10 placeringar.
Han följer upp 1997 års säsong med att vinna Kemper Open och Schweppes Coolum Classic 1998, samtidigt som han tar sex andra top-10 placeringar. Appleby slutar 1998 på en 40:e plats på PGA Tourens penningliga. Samma år dog Applebys första fru Renay i en bilolycka utanför en järnvägsstation i London strax efter att han hade missat cutten i The Open Championship 1998. Han gifte om sig 2002.
År 2010 under sista rundan av Greenbrier Classic så blir Appleby den femte spelaren i historien att gå på 59 slag under en PGA Tourtävling. Han vinner tävlingen och tilldelas utmärkelsen 2010 PGA Tour Comeback Player of the Year.

## Meriter

### PGA Tourvinster
| No. | Datum       | Tävling                    | Vinstresultat      | Mot par | Segermarginal | Runner(s)-up                   |
| --- | ----------- | -------------------------- | ------------------ | ------- | ------------- | ------------------------------ |
| 1   | 16 Mar 1997 | Honda Classic              | 68-68-67-71=274    | -14     | 1 slag        | Michael Bradley, Payne Stewart |
| 2   | 7 Jun 1998  | Kemper Open                | 70-63-69-72=274    | -10     | 1 slag        | Scott Hoch                     |
| 3   | 2 maj 1999  | Shell Houston Open         | 70-68-70-71=279    | -9      | 1 slag        | John Cook, Hal Sutton          |
| 4   | 12 Okt 2003 | Las Vegas Invitational     | 62-68-63-66-69=328 | -31     | Särspel       | Scott McCarron                 |
| 5   | 11 Jan 2004 | Mercedes Championships     | 66-67-66-71=270    | -22     | 1 slag        | Vijay Singh                    |
| 6   | 9 Jan 2005  | Mercedes Championships (2) | 74-64-66-67=271    | -21     | 1 slag        | Jonathan Kaye                  |
| 7   | 8 Jan 2006  | Mercedes Championships (3) | 71-72-70-71=284    | -8      | Särspel       | Vijay Singh                    |
| 8   | 23 Apr 2006 | Shell Houston Open (2)     | 66-67-69-67=269    | -19     | 6 slag        | Bob Estes                      |
| 9   | 1 Aug 2010  | Greenbrier Classic         | 66-68-65-59=258    | -22     | 1 slag        | Jeff Overton                   |

### Vinster på PGA Tour of Australasia
| No. | Datum       | Tävling                  | Vinstresultat   | Mot par | Segermarginal | Runner-up     |
| --- | ----------- | ------------------------ | --------------- | ------- | ------------- | ------------- |
| 1   | 20 Dec 1998 | Schweppes Coolum Classic | 68-67-67-69=271 | -17     | 4 strokes     | Craig Spence  |
| 2   | 25 Nov 2001 | Holden Australian Open   | 69-70-67-65=271 | -17     | 3 strokes     | Scott Laycock |
| 3   | 14 Nov 2010 | JBWere Masters           | 71-69-69-65=274 | -10     | 1 stroke      | Adam Bland    |

### Nike Tourvinster
- 1995 Nike Monterrey Open, Nike Sonoma County Open

### Lagtävlingar
- World Cup (representerade Australien): 1996, 2003, 2009
- Alfred Dunhill Cup (representerade Australien): 1997, 1998
- Presidents Cup (Internationella laget): 1998, 2000, 2003, 2005, 2007